# Леукотеја
Леукотеја (грч. Λευκοθέα, у значењу „бела богиња“) је у грчкој митологији била богиња мора.

## Митологија
Пре него што је постала богиња, њено име је било Инона и била је кћерка тебанског краља Кадма. Удала се за Атаманта, који је имао децу из првог брака. Показала се као лоша маћеха, али је након смрти своје сестре Семеле, наговорила супруга да одгаје малог Диониса. То је изазвало Херин гнев, па је супружнике казнила лудилом. Атамант је у наступу лудила убио свог старијег сина Леарха, а Леукотеја је са млађим, Меликертом, скочила у море. Међутим, Посејдон је претворио Леукотеју, односно Инону у Нереиду која влада тим морем. Према другим предањима, море је избацило њено тело у Мегару, где су је сахраниле Клесонове кћерке или је делфин донео њено и Меликертово тело у Коринт где их је сахранио краљ Сизиф. Леукотеји се приписује да је спасила Одисеја када му је Посејдон уништио брод.

## Римско предање
У римској митологији поистовећена је са Матер Маутом, а Меликерт са њеним сином Портуном.

## Култ
Стари Грци су је поштовали као богињу заштитницу бродоломника и то посебно у Беотији, Лаконији, Мегари и Коринту. У Мегари јој је подигнуто светилиште и приношене су јој жртве, а у Коринту су Меликерту биле посвећене истамске игре. У Лаконији су у воду налик на језерце, које је названо по њој, бацани колачи од јечменог брашна. Уколико би потонули то би био добар знак, а ако би плутали по површини, лош. Такође, изграђени су јој и храм и пророчиште. Њен храм се помиње и у Етрурији, који је опљачкао Дионизије.